# Johan Sobry
Johan Sobry (De Panne, 14 januari 1960 - Veurne, 21 februari 2012) was een Belgisch zeilwagenracer.

## Levensloop
Sobry werd in 2004 in het Duitse Sankt Peter-Ording wereldkampioen in klasse 2 van het zeilwagenrijden. Deze titel hernieuwde hij in 2006 in het Franse Le Touquet, alwaar hij drie van de zes reeksen won. Tevens werd dat jaar het landenklassement klasse 2 gewonnen. Daarnaast werd hij in 2007 in het Britse Hoylake Europees kampioen in deze klasse en behaalde hij zilver op het EK in De Panne in 2003. Ten slotte werd hij derde op het EK in het Franse Asnelles in 1996 en in het Nederlandse Terschelling in 1995 en 2005.
Sinds 1984 was hij zaakvoerder van schelpenbedrijf Sobry te Veurne, een familiebedrijf in schelpenzand dat in 1936 werd opgericht door zijn grootvader.  Sobry overleed in februari 2012 ten gevolge van een arbeidsongeval. De uitvaartplechtigheid vond plaats in de Sint-Pieterskerk in De Panne.
Hij was woonachtig in Koksijde.